# Uruguay
För andra betydelser, se Uruguay (olika betydelser).
Uruguay, formellt Republiken Uruguay, är ett land i sydöstra Sydamerika, vid Atlanten. Landet gränsar till Argentina och Brasilien.

## Historia
Uruguay (länge betitlat Banda Oriental – "Östra landremsan" – eftersom det låg öster om La Plata-viken och Uruguayfloden) började koloniseras under 1600-talet, och från 1776 ingick det i det spanska vicekungadömet Rio de la Plata. 1815 hade hela landet gjort sig fritt från främmande makter, efter ett fyra år långt självständighetskrig mot den spanska kolonialmakten. Självständighetsrörelsen leddes av José Gervasio Artigas som senare kommit att betraktas som Uruguays landsfader och nationalhjälte. Redan året därpå (1816) invaderades landet av Portugal som sedan 1821 annekterade landet. Man kom inte att uppnå full självständighet igen förrän 1828, då från det sedan 1822 självständiga Kejsardömet Brasilien som övertagit Portugals överhöghet över området. Den slutliga frigörelsen skedde efter brittisk medling, då även Argentina (efterföljaren till Vicekungadömet Rio de la Plata) hävdat sina gamla krav på området.
Med undantag för några kortare perioder av politisk oro lyckades Uruguay, till skillnad från sina sydamerikanska grannar, bygga upp en både ekonomiskt och politiskt stabil stat under 1800-talet och vid sekelskiftet var landet en väl fungerande demokrati. Under första halvan av 1900-talet hade Uruguay ett väl utbyggt välfärdssamhälle och ekonomi. På 1950-talet började dock ekonomin peka nedåt med politisk oro som följd. I början av 1960-talet startade den marxistiska stadsgerillan Tupamaros, "Nationella befrielsearmén", sin verksamhet i huvudstaden Montevideo.
Mot slutet av 1960-talet eskalerade våldet från båda sidor i konflikten och oron i landet ökade. Militären, som tidigare alltid hållit sig passiv i politiken, fick en allt större politisk roll. Tortyr av politiska fångar blev regel. Gerillan besegrades 1972, men militärens makt var nu så stark att den civila regeringen i praktiken blev helt beroende av den. 1972 upplöste Uruguays president Juan María Bordaberry parlamentet, och ett år senare överlämnade han landets styre till militären. Under de kommande 12 åren styrdes landet av en brutal militärjunta, den enda i landets historia. Bordaberry satt dock kvar som president med militärens stöd fram till 1976, då militärjuntan officiellt tog över makten. Den mest ökända av Uruguays militärdiktatorer under juntaåren var General Gregorio Álvarez som styrde landet 1981-85; under hans styre mördades tusentals politiska fångar och all opposition krossades brutalt. 1985 avgick militärjuntan efter att ha gått med på att återinföra demokrati. Under senare halvan av 1980-talet inleddes en framgångsrik återgång till demokrati. Den före detta Tupamarosgerillan gick med i en bred vänsterkoalition, och denna koalition vann de allmänna valen både 2004 och 2009. Tupamarosrörelsen var med i Uruguays  regering.

## Geografi

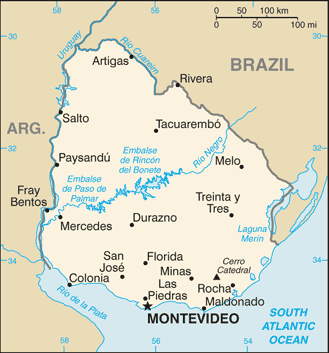
Uruguay.

### Hydrografi
Längs gränsen mot Argentina i väster rinner Uruguayfloden. 

### Klimat
I Uruguay råder ett varmt tempererat klimat och temperaturen sjunker sällan under fryspunkten. Eftersom landet saknar högre berg utsätts det ofta för hårda vindar. Både längre torrperioder och översvämningar förekommer. 

## Styre och politik

### Författning och styre
Uruguays nuvarande konstitution från 1967 förespråkar en stark presidentmakt, men som också är underordnad viss kontroll från den lagstiftande församlingen och domstolarna. Uruguays president är både statschef och regeringschef och väljs i en direkt omröstning var femte år, tillsammans med en vice-president. Tretton ministrar utses av presidenten för att leda statliga departement.
”Asemblea General”, Uruguays parlament, är ett tvåkammarparlament som består av en senat (Cámara de Senadores) om 30 ledamöter som leds av vice-presidenten och representanthuset (Cámara de Representantes). Ledamöterna i båda kamrarna väljs i direkta val var femte år.

### Administrativ indelning
Uruguay är indelat i 19 departement (departamentos): Artigas, Canelones, Cerro Largo, Colonia, Durazno, Flores, Florida, Lavalleja, Maldonado, Montevideo, Paysandú, Río Negro, Rivera, Rocha, Salto, San José, Soriano, Tacuarembó och Treinta y Tres.

### Politik
Under större delen av Uruguays historia har de två högerorienterade Colorado- och National-partierna haft makten i olika perioder. I valet 2004 lyckades dock Encuentro Progresista-Frente Amplio-Nueva Mayoría, en bred vänsterkoalition, ta makten med en majoritet i båda kamrarna och presidentposten. Tabaré Vázquez Rosas blev den nya presidenten. I valet 2009 återvaldes vänsterkoalitionen för ytterligare en mandatperiod och José Mujica blev ny president 2010. I valet 2014 vann vänsterkandidaten Tabaré Vázquez Rosas. Vázquez var president i landet också mellan åren 2005 och 2010, då vänstern inledde sitt decennium vid makten. Vázquez företrädare och partikamrat  José Mujica hade varit mycket populär. Uruguays författning tillät inte Mujica att ställa upp för en ny mandatperiod. Mujica legaliserade abort, samkönade äktenskap och marijuana under sin mandatperiod.
I valet 2019 var det maktskifte. Konservative Luis Alberto Lacalle Pou från Nationella partiet blev ny president i Uruguay efter ett mycket jämnt val.

### Försvar
Uruguay har ingen värnplikt, utan försvarsmakten (Fuerzas armadas del Uruguay) är en yrkesarmé. Sedan 2009 är det tillåtet för homosexuella att ta anställning i det militära.
- Armén (Ejercito Nacional) är den största försvarsgrenen med 14 500 soldater. Den är organiserad i fyra divisioner, vilket i realiteten är förband av brigadstorlek.[8]

- Marinen (Armada Nacional) har 6 000 sjömän och marinsoldater. Marinen är organiserad i fyra kommandon: flottan, kustbevakningen, marinmateriel och marinpersonal. I marinen ingår en marininfanteribataljon (Cuerpo de Fusileros Navales) och ett marinflyg med bland annat sex helikopter Bölkow Bo 105.[9]

- Flygvapnet (Fuerza Aerea Uruguaya) har 3 000 flygsoldater. Det är organiserat på tre flygflottiljer och sju flygdivisioner och består av åtta attackflygplan samt ett större antal transportflygplan.[9]

Polisen (Policia Nacional) är en paramilitär organisation.

## Ekonomi och infrastruktur

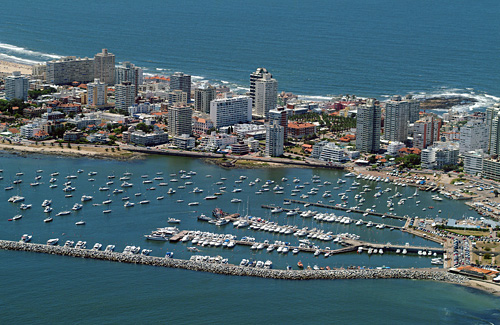
Badorten Punta del Este är en av landets viktigaste turistdestinationer

Uruguays ekonomi karakteriseras av ett exportinriktat jordbruk, en välutbildad arbetskraft och utbyggda socialförsäkringssystem. Turismindustrin och pappers- och massaindustrin utgör en allt viktigare del av den uruguayska ekonomin, liksom tjänstesektorn. 
Mellan 1996 och 1998 hade man en årlig tillväxt på omkring 5 procent men 1999-2002 minskade efterfrågan kraftigt på de största exportmarknaderna vilket påverkade ekonomin negativt. Den totala BNP för de tre åren minskade med nästan 20 procent, arbetslösheten steg till närmare 20 procent 2002, inflationen ökade och utlandsskulden fördubblades. Ett samarbete med bland annat IMF begränsade skadorna, men 2003 var läget fortfarande besvärligt. Sedan dess har landet dock genomgått en stark ekonomisk utveckling med tillväxtsiffror kring 8 procent per år samtidigt som välfärdssektorn byggts ut kraftigt. Detta har lett till att fattigdomssiffrorna minskat betydligt på senare år.[källa behövs]

### Näringsliv

#### Råvaror
Främsta naturtillgångar är odlingsbar mark, vattenkraft, fisk och mindre mineralfyndigheter.[källa behövs]

### Infrastruktur

#### Transporter
Uruguay är ett av de mest biltäta länderna i Latinamerika och har ett väl utvecklat vägnät. Ett karaktäristiskt drag i landets stadsbild är de många äldre bilar som fortfarande används privat, vilket är en följd av höga importtullar på motorfordon under tidigare årtionden. Järnvägsnätet sträcker sig över 1 600 km, och landet har en internationell flygplats i Montevideo. Förutom vägar och järnvägar är floderna också viktiga transportleder för både gods och passagerare.

#### Utbildning
Efter militärdiktaturens slut 1985 har Uruguay satsat på utbildning som en central del av landets ekonomiska återuppbyggnad. Uruguay har den högsta alfabetiseringsgraden i Latinamerika. Utbildningssystemet, som i huvudsak är statligt, omfattar en sexårig grundskola, som börjar vid sex års ålder, följt av en sekundärskola uppdelad i två treåriga stadier: "grundcykeln" och "baccalaureat". Baccalaureat-stadiet erbjuder både universitetsförberedande och yrkesförberedande program. År 1996 gick 91 procent av barnen i grundskola och 36 procent i sekundärskola. För att minska analfabetismen, som 1995 var 2,7 procent, har vuxenutbildning fått ökad uppmärksamhet. Uruguay har två universitet: ett statligt, som är det största, och ett katolskt universitet.

## Kultur

### Konstarter

#### Bildkonst
Före den europeiska koloniseringen var det område som senare blev Uruguay bebott av nomadiska stammar, vars efterlämnade artefakter främst består av ceremoniella stenföremål. Under den koloniala perioden påverkades Uruguays kultur starkt av guaranífolket, vars kultur utvecklades i de jesuitiska missionerna i nordöstra Argentina.
Efter landets självständighet i början av 1800-talet präglades konstlivet av akademiska konstnärer, där historiemålaren Juan Manuel Blanes var en ledande figur. Vid sekelskiftet påverkades flera konstnärer som utbildat sig i Europa av impressionismen, bland annat Carlos María Herrera och Carlos Federico Sáez. Under 1900-talet introducerade konstnärerna Rafael Barradas, Pedro Figari och Joaquín Torres García modernismen i Uruguay. Torres García grundade 1944 konstskolan Taller Torres García, som kom att spela en stor roll för utvecklingen av uruguayansk konst. Här utbildades flera kända konstnärer, såsom Julio Alpuy, Guillermo Fernández och Gonzalo Fonseca.
De mest betydande konstmuseerna i Uruguay inkluderar Museo Nacional de Artes Visuales, Museo Juan Manuel Blanes och Museo Torres García, alla belägna i huvudstaden Montevideo.

#### Arkitektur
När det gäller arkitektur var Uruguay ursprungligen glest befolkat, och de tidiga byggnaderna var ofta gjorda av lätt tillgängliga material som trä och halm, vilket innebär att många tidiga strukturer har gått förlorade. Landet var en del av den spanska kolonialmakten, men området präglades av en period av konflikt mellan spanjorer, portugiser och britter. Den enkla, folkliga spanska arkitekturen kännetecknar ändå den koloniala byggstilen i Uruguay. Efter självständigheten kom ett mindre antal italienska och spanska immigranter till landet, och de förde med sig tidens nyklassiska arkitektoniska influenser. På senare tid har ingenjören Eladio Dieste gjort betydande bidrag till både traditionell och modern arkitektur med sina innovativa användningar av material och former. Ett exempel på hans arbete är kyrkan Atlántida vid kusten, som kännetecknas av sin kreativa design med vågformade och lutande väggar i tegel.

### Sport
Den populäraste sporten i Uruguay är fotboll, och landet var ett av de första som fick stora framgångar. Den första landskampen utanför de brittiska öarna spelades mellan Uruguay och Argentina i Montevideo i juli 1902. Uruguay vann OS-guld 1924 i Paris och 1928 i Amsterdam.
Vid två tillfällen har Uruguay dessutom vunnit världsmästerskapet i fotboll för herrar. Den allra första gången som VM spelades var Uruguay värdnation och tog hem guldet. Bedriften upprepades 1950 när man i finalen besegrade värdlandet Brasilien. Dessutom har man 15 gånger vunnit Copa  America. Inget annat landslag från ett land med så liten befolkning har någonsin vunnit VM. Längre fram i historien har framgångarna varit mindre, t ex missade man att kvalificera sig till VM 1994, VM 1998 och VM 2006. 2010 var Uruguay med i VM-slutspelet och gick då överraskande till semifinal. Diego Forlán vann Guldbollen 2010. På världsrankingen har Uruguay som bäst uppnått en andraplats, vilket man fick 2012 (bakom Spanien) för första gången sedan FIFA införde rankingsystemet.[källa behövs]

## Internationella rankningar
| Organisation                                | Undersökning                   | Rankning  |
| ------------------------------------------- | ------------------------------ | --------- |
| Heritage Foundation/The Wall Street Journal | Index of Economic Freedom 2019 | 40 av 180 |
| Reportrar utan gränser                      | Pressfrihetsindex 2019         | 19 av 180 |
| Transparency International                  | Korruptionsindex 2018          | 23 av 180 |
| FN:s utvecklingsprogram                     | Human Development Index 2018   | 57 av 189 |